# Estação Ferroviária de Pataias

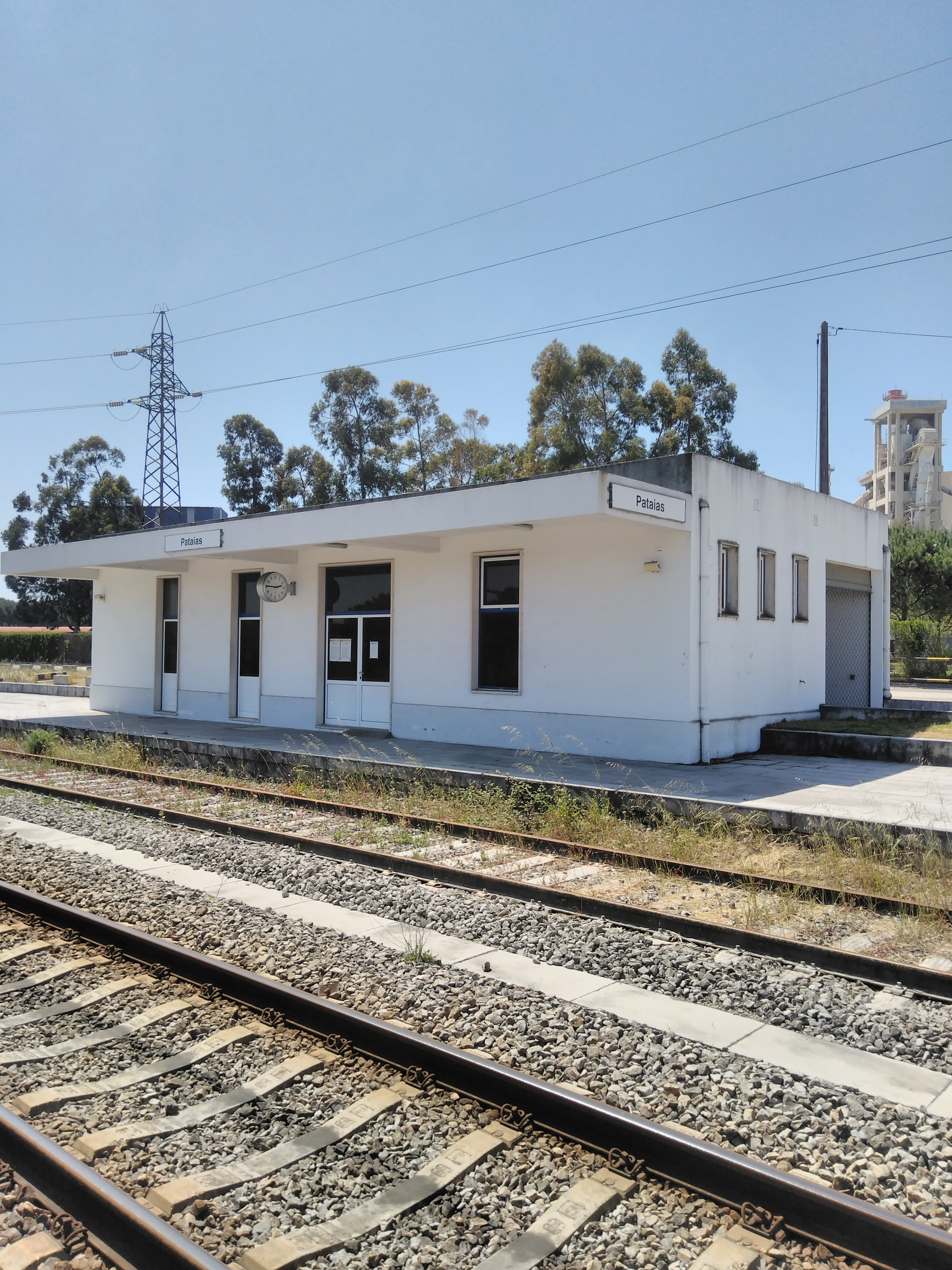
Edifício da estação de Pataias, em 2018.

A Estação Ferroviária de Pataias é uma gare da Linha do Oeste, que serve a vila de Pataias, no concelho de Alcobaça, em Portugal.

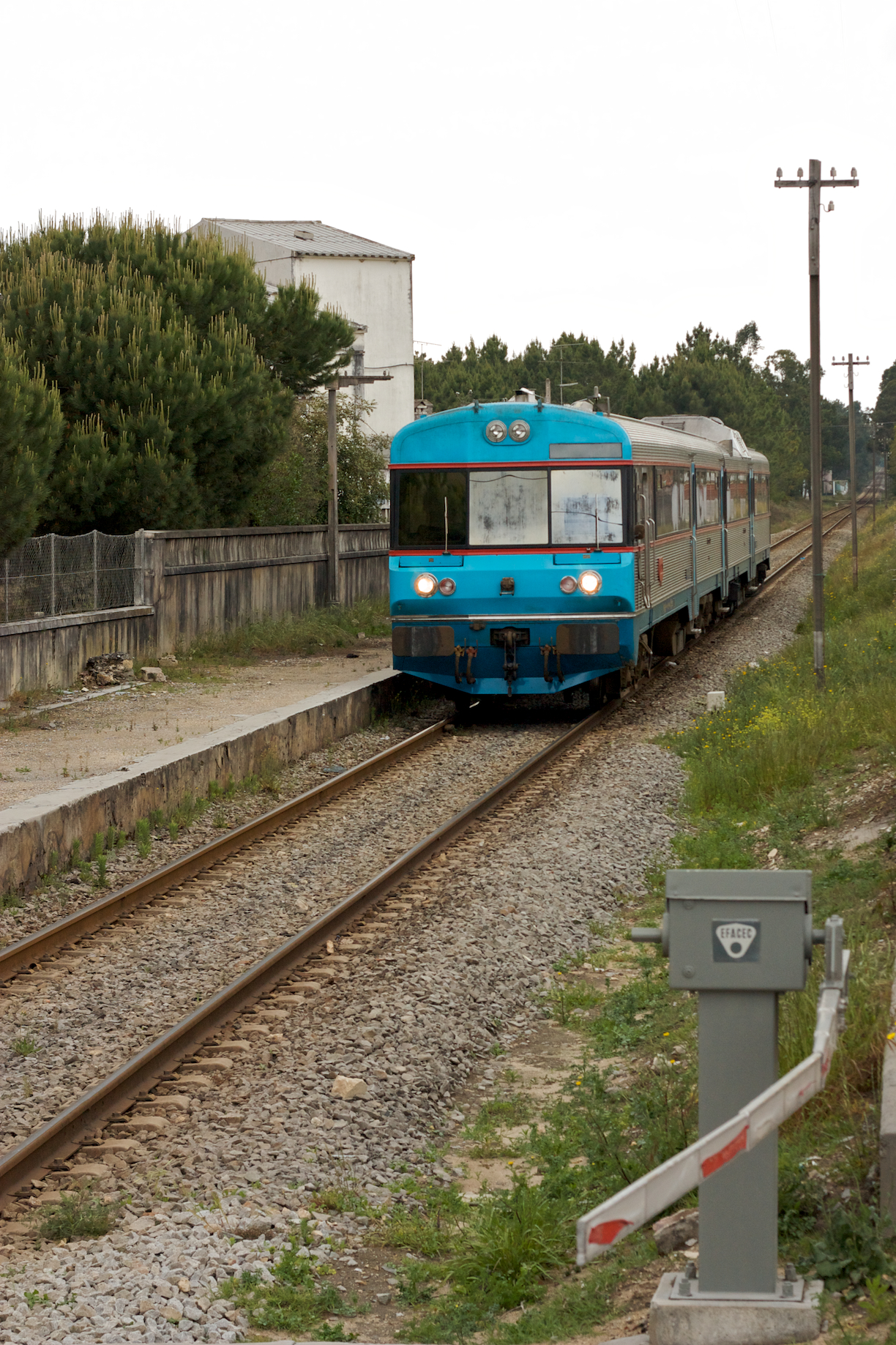
Automotora da Série 0450 na Estação de Pataias, em 2009.

## Descrição

### Localização e acessos
Esta interface tem acesso pela Rua da Estação, na localidade de Pataias-Gare. O edifício de passageiros situa-se do lado poente da via (lado esquerdo do sentido ascendente, a Figueira da Foz).

### Caracterização física
Em dados oficiais de Janeiro de 2011, contava com três vias de circulação, tendo as primeiras duas vias 502 m de comprimento, e a terceira 416 m; as plataformas tinham 220 e 210 m de extensão, e apresentavam 40 e 45 cm de altura. Nesta estação insere-se na rede ferroviária o ramal particular Pataias-Secil.

## História

### Abertura ao serviço
Pataias situa-se entre as estações de Torres Vedras e Leiria, tendo este troço sido aberto à exploração pública em 1 de Agosto de 1887, pela Companhia Real dos Caminhos de Ferro Portugueses. No entanto, não fazia parte do troço original, uma vez que só entrou ao serviço em 5 de Abril de 1933, com a categoria de apeadeiro. A cerimónia de inauguração incluiu o lançamento de foguetes e um copo de água, e teve a presença de vários membros da Comissão Administrativa de Alcobaça, o inspector geral do Distrito, o segundo comandante da polícia, e dois inspectores da 3.ª Zona da Companhia dos Caminhos de Ferro Portugueses. Em 1939, a Companhia dos Caminhos de Ferro Portugueses fez obras de reparação no caminho de acesso ao cais de mercadorias de Pataias.

### Décadas de 1950 e 1960

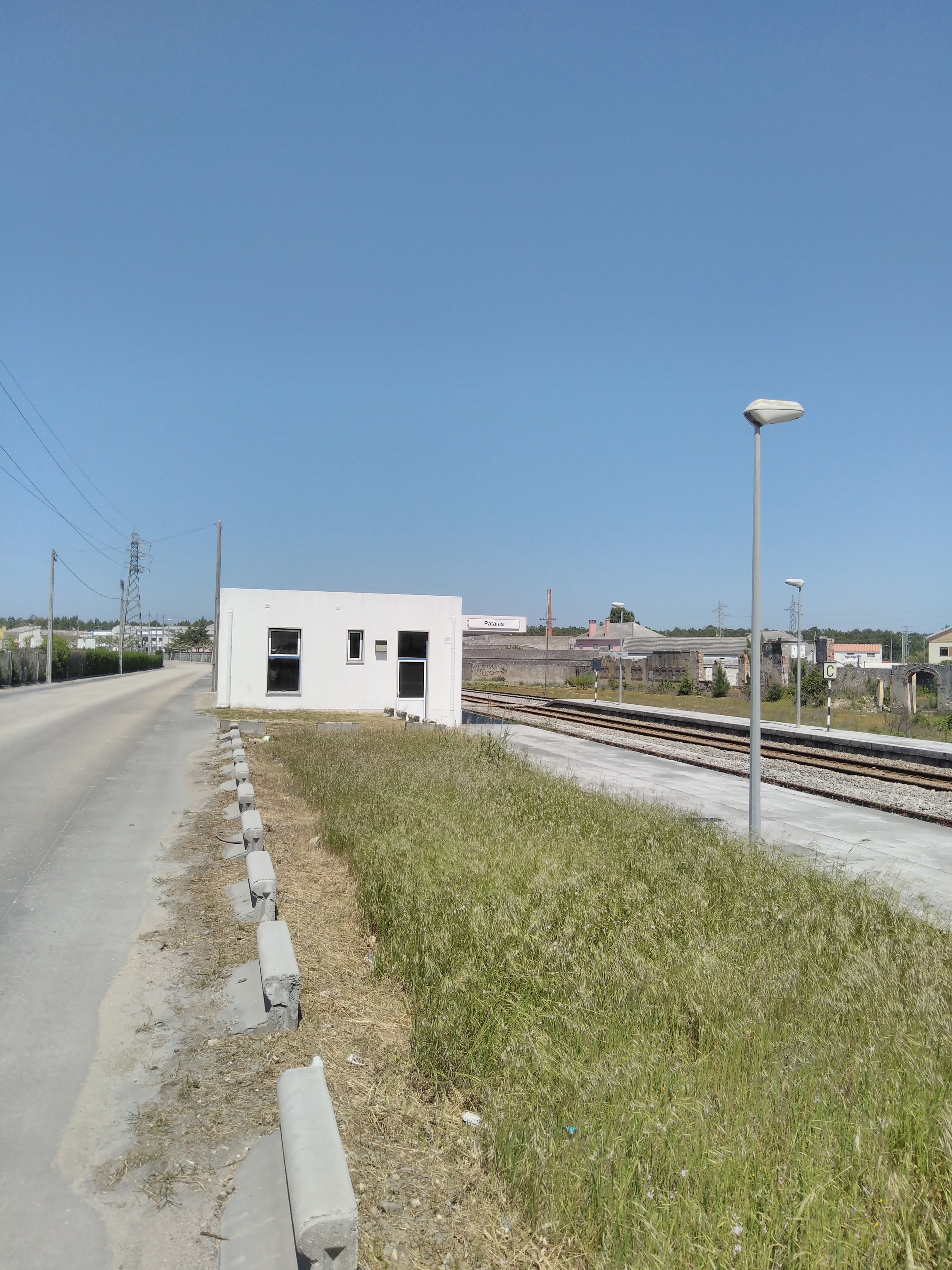
Enquadamento do edifício da Estação de Pataias, em 2018.

Um despacho de 31 de Maio de 1951, publicado no Diário do Governo n.º 127, Série III, de 5 de Junho, emitido pelo Ministério das Comunicações, aprovou um projecto apresentado pela Companhia dos Caminhos de Ferro Portugueses para alterar o serviço que era prestado pela gare de Pataias, ainda com a categoria de apeadeiro.
Em 1955, era uma das gares em território nacional que tinha o maior movimento de mercadorias. Em 7 de Fevereiro de 1956, o Ministério das Comunicações aprovou um projecto para a ampliação do apeadeiro de Pataias, então situado ao km 149,370, incluindo a expropriação de seis parcelas de terreno entre os kms 138,974.50 e 139,429.50, como tinha sido indicado pela planta parcelar de 22 de Junho de 1950.
Em 1961, o apeadeiro de Pataias era servido por comboios de passageiros e mercadorias da Companhia dos Caminhos de Ferro Portugueses, em combinação com a Sociedade Estoril. O movimento de mercadorias era muito reduzido. Nesse ano, as mercadorias expedidas, em vagão completo em regime de Pequena Velocidade, eram cimento e cal hidráulica, lenha e motano, madeiras de eucalipto ou de pinho aplainadas ou serradas, e cal comum, enquanto que, em 1958, enviou principalmente hortaliças e legumes verdes, em regime de Grande Velocidade. Nesse ano, foi, junto com o Apeadeiro de Cela, a interface com o menor volume de passageiros na Região Oeste.

Em 1985 este interface tinha já categoria de estação, atribuída entretanto.